# Egzaltacija (astrologija)
Egzaltacija, u astrologiji, stanje nekog planeta u kojem je njegovo djelovanje najjače. Predodžba o egzaltaciji potječe od stare astrološke tradicije i vjerojatno odražava prihvaćena mjesta planeta u zamišljenom trenutku stvaranja svijeta. Točke egzaltacije i pada za neki određeni planet vrlo često leže u Zodijaku točno jedna nasuprot drugoj. Svaki od sedam tradicionalnih planeta ima egzaltaciju u nekom znaku Zodijaka:
- Sunce: 19° Ovna
- Mjesec: 3° Bika
- Merkur: 15° Djevice
- Venera: 27° Riba
- Mars: 28° Jarca
- Jupiter:15° Raka
- Saturn: 21° Vage